# Symphonie no 3 de Farrenc
Pour les articles homonymes, voir Symphonie nº 3.
La Symphonie no 3 en sol mineur, opus 36, est une œuvre de Louise Farrenc, la dernière des symphonies qu'elle a composées. C'est la plus connue et la mieux appréciée de ses symphonies.

## Histoire
La composition de cette symphonie est achevée en 1847,, deux ans après sa Symphonie en ré majeur, op. 35 (1845).
L’œuvre est créée à Paris, le 22 avril 1849, par l'Orchestre de la Société des concerts du Conservatoire sous la direction de Narcisse Girard. 
Bien que moins jouée et enregistrée, elle est cependant comparée par le journaliste musical Tom Service aux symphonies de Felix Mendelssohn et de Robert Schumann.

## Instrumentation
Elle est écrite pour orchestre symphonique. L'effectif ci-dessous est le même que pour les deux autres symphonies, la seule différence étant ici l'absence des trompettes.
| Instrumentation de la 3e symphonie de Louise Farrenc                 |
| Bois                                                                 |
| 2 flûtes, 2 hautbois, 2 clarinettes, 2 bassons                       |
| Cuivres                                                              |
| 2 cors                                                               |
| Percussions                                                          |
| 2 timbales                                                           |
| Cordes                                                               |
| premiers violons, seconds violons, altos, violoncelles, contrebasses |

## Structure
La Symphonie, d'une durée moyenne d'exécution de trente-deux minutes environ, est composée de quatre mouvements :
1. Adagio — Allegro
2. Adagio cantabile
3. Scherzo. Vivace
4. Finale. Allegro

## Analyse
La symphonie s'ouvre sur un bref adagio qui conduit à un « allegro nerveux où les thèmes sont conduits avec énergie et autorité, éclairés par le timbre des vents traités avec une grande maîtrise ». Dans le deuxième mouvement, « noble et presque religieux », où c'est « la clarinette qui chante d'abord à découvert le beau motif expressif […], bientôt redit par les cordes », et dans lequel « se dégage une certaine tension ». Le troisième mouvement semble « tout droit venu de l'opéra ». Enfin, le finale « d'une énergie triomphante ».

## Réception
On peut lire dans Le Ménestrel du 13 mai 1849 : « Nous avons constaté le succès de la nouvelle symphonie de Mme Farrenc. Ce succès est complètement justifié. L’œuvre de cette artiste émérite renferme des beautés du premier ordre. L'orchestration est riche, originale, et les mélodies y sont développées avec un talent remarquable. Cette symphonie exhale un parfum de bonne école et qui accuse chez Mme Farrenc une étude longue et sérieuse des grands maîtres allemands. Le thème de l'adagio et le scherzo sont les parties les plus saillantes de cet ouvrage qui achève de placer Mme Farrenc au rang de nos premiers compositeurs ».
De son côté, Théophile Gautier, dans le cadre de sa chronique pour le journal La Presse, écrit le 30 avril 1849 : « Mme Farrenc s'en est tirée à son honneur. Sa symphonie, écrite selon les plus pures traditions des maîtres allemands, offre dans plusieurs de ses parties, notamment dans le premier allegro et dans le scherzo, des motifs charmants travaillés de la manière la plus heureuse et parfois la plus originale ». Quelques années plus tard, à l'occasion d'une nouvelle exécution de cette symphonie, le 14 janvier 1853 à la salle Herz à Paris par la Société symphonique, il récidive : « les honneurs de la soirée ont été pour la symphonie en sol mineur de Mme Farrenc, œuvre remarquable, dans laquelle l'auteur s'est élevé au niveau des plus grands maîtres. Le scherzo surtout est admirable de légèreté, de grâce, et les instruments y sont combinés avec une entente parfaite de leurs timbres et de leur sonorité. Dans l'andante, il y a des phrases d'un sentiment exquis développées avec cet art dont Mme Farrenc a pénétré les plus intimes secrets ».

## Discographie
- Louise Farrenc : Symphonies 1 & 3, par l'Orchestre philharmonique de la NDR sous la direction de Johannes Goritzki, CPO 999 603-2, 1998.
- Louise Farrenc : Les 3 Symphonies, par l'Orchestre de Bretagne sous la direction de Stefan Sanderling, Pierre Verany PV700030, 2001.
- Louise Farrenc : Symphonies Nos 2 and 3, par les Solistes Européens, Luxembourg, dirigés par Christoph König, Naxos 8.573706, 2018[13],[14].
- Louise Farrenc : Symphonies 1 & 3, par Insula orchestra, Laurence Equilbey (dir.), Erato 0190296698521, 2021[15].

### Monographies
- Catherine Legras, Louise Farrenc, compositrice du XIXe siècle : Musique au féminin, Paris/Budapest/Torino, L'Harmattan, coll. « Univers musical », 2003, 225 p. (ISBN 2-7475-5021-4).